# Codonopsis purpurea
Codonopsis purpurea är en klockväxtart som beskrevs av Nathaniel Wallich. Codonopsis purpurea ingår i släktet Codonopsis, och familjen klockväxter. Inga underarter finns listade i Catalogue of Life.